# ゆとり教育
ゆとり教育（ゆとりきょういく）とは、日本において、1980年度から2010年代初期まで実施されていたゆとりある学校を目指した教育のことである。

## 概要
ゆとり教育（文部科学省が指定した正式な名称でない）は、1980年代から始まった教育方針であり、この方針について文部科学省の出版する『学制百二十年史』では、各教科の指導内容大幅精選と思い切った授業時間削減が大きな特色とある。
ゆとり教育は、「詰め込み教育」と言われる知識量偏重型の教育方針を是正し、思考力を鍛える学習に重きを置いた経験重視型の教育方針をもって、学習時間と内容を減らしてゆとりある学校を目指した教育であり、1980年度、1992年度、
2002年度の改定で徐々に内容の厳選が行われた。
ゆとり教育は、詰め込み教育に反対していた有識者から支持されていたが、学力低下の指摘から学習指導要領の見直しが起き、2011年度以降に、これまでのゆとり教育の流れとは逆の内容を増加させる学習指導要領が施行された。
ただし現在も学習内容は詰め込み教育時代の水準には戻っていない。

## 経緯
第二次世界大戦後の日本の教育は、「『生活・経験』重視のカリキュラム」→「『系統・構造』重視のカリキュラム（詰めこみ教育）」→「『人間性』重視のカリキュラム」→「新学力観」→「生きる力をはぐくむ教育」と推移してきた。
スプートニク・ショックの影響を受けて、教育の現代化（詰め込み教育）が起こり、1960年～1970年代に経験主義的な教育から系統的な教育、そして、詰め込み教育と変遷していった。しかし、詰め込み教育は、知識の暗記を重視したため、「なぜそうなるのか」といった疑問や創造力の欠如が問題視され、高度で過密な教科内容と新幹線授業と呼ばれるほどの早い教育により落ちこぼれを増加させてしまう結果となった。またこのような教育で詰め込まれた知識は試験が終わると忘れてしまう「剥落学力」であるという指摘もあった。
1970年代に日本教職員組合（日教組）が「ゆとりある学校」を提起したが、当時の教育政策への影響は議論が分かれる。当時は世論の詰め込み教育への批判が高まっていた。
国営企業の民営化を推し進めた中曽根内閣では、文部省と日教組の関係者間ばかりで行われる教育政策に疑問を呈し、第2次中曽根内閣の主導に1984年民間有識者によって構成される臨時教育審議会（臨教審）を発足させた。臨教審では「公教育の民営化、自由化」という意味合いの中で経済界や保守派の有識者の多数が賛成に回り、後のゆとり教育への流れを確立させた。臨教審は「個性重視の原則」「生涯学習体系への移行」「国際化、情報化など変化への対応」などの、ゆとり教育の基本となる4つの答申をまとめた。
さらに、校内暴力、非行、いじめ、不登校、落ちこぼれ、自殺など、学校教育や青少年にかかわる数々の社会問題を背景に、橋本内閣下の1996年（平成8年）7月19日の第15期中央教育審議会の第1次答申が発表された。答申は子どもたちの生活の現状として、ゆとりの無さ、社会性の不足と倫理観の問題、自立の遅れ、健康・体力の問題と同時に、国際性や社会参加・社会貢献の意識が高い積極面を指摘する。その上で答申はこれからの社会に求められる教育の在り方の基本的な方向として、全人的な「生きる力」の育成が必要であると結論付けた。「生きる力」は教育課程審議会に引き継がれ、そこで「総合的な学習の時間」をはじめとして各教科で「調べ学習」など思考力を付けることを目指した学習内容が多く盛り込まれた。1998年、小渕内閣下で新学力観として「生きる力」を重視し、完全学校週5日制実施とともに学習内容や授業時間を削減する、「ゆとり教育」をスローガンとする学習指導要領が成立した。この後、この「ゆとり教育」学習指導要領はマスコミや世論の批判に晒され大規模な「学力低下」論争へと発展するが、当時小泉内閣の遠山敦子文部科学大臣と小野元之文部事務次官とがその危機感を共有し、遠山文科大臣は2001年1月に緊急アピール「学びのすすめ」を発表し、初めて「確かな学力」という表現を用い、「学習指導要領は最低基準である」と明言した（最低基準であること自体は昭和33年の決定である）。小中学校では2002年度（平成14年度）、高等学校では2003年度（平成15年度）からこの学習指導要領が施行されたが、学習内容削減により教科書が薄くなった一方、「生きる力」への転換重視「総合的な学習の時間」をはじめとして各教科で「調べ学習」など思考力を付けることを目指した学習内容が多く盛り込まれた。教科書では実験、観察、調査、研究、発表、討論などが多く盛り込まれ、受け身の学習から能動的な学習、発信型の学習への転換が図られた。また、中学校の英語の教科が必修となり高等学校では新たに情報と福祉の教科が新設をされた。
ゆとり教育は、詰め込み教育に反対していた教育者、経済界などの有識者などから支持されていたが、OECD生徒の学習到達度調査 (PISA) などの国際学力テストで順位を落としたことなどから学力低下が指摘され、各方面から批判が起こった。当時、中山成彬文部科学大臣は、学力低下を認めるものの「生きる力」の「理念や目標には間違いがない」とし、また「その狙いが十分に達成されていないのではないか」と発言した。小泉内閣の下、小坂憲次文部科学大臣は中央教育審議会に学習指導要領の見直しを要請し、安倍政権が引き継いだ。この時点でマスコミは「脱ゆとり」という言葉を用いて報道していたが、小坂文部科学大臣も、安倍内閣下の伊吹文部科学大臣に至っても「ゆとり教育」の理念や方向性には賛同していた。安倍内閣で新設した教育再生会議（内閣府設置会議）において、初めてゆとり教育の授業時間が問題視される。教育再生会議の報告書（第1次：2007年（平成19年）1月24日 第2次：2007年（平成19年）6月1日）において、「授業時間の10%増（必要に応じて土曜日授業の復活）」などが盛り込まれ、安倍内閣骨太の方針2007には授業時間数の1割増が明記された。そうして2008年には、今までの内容を縮小させていた流れとは逆に、内容を増加させた学習指導要領案が告示され、2011年-2013年に完全に施行された。マスコミは、この改定された教育のことを「脱ゆとり教育」と称している。
ゆとり教育の範囲については諸説あり、1980年度から施行された学習指導要領による教育方針、1992年度から施行された新学力観に基づく教育を指す人もいるが、マスメディアや国語辞典等では2002年度から施行された「生きる力」を重視する教育をゆとり教育であると定義する事が多い。

### 経緯一覧表
■：1971年（昭和46年）からの学習指導要領

■：1980年（昭和55年）からの学習指導要領

■：1992年（平成4年）からの学習指導要領

■：2002年（平成14年）からの学習指導要領

■：2011年（平成23年）からの学習指導要領
| 年            | 出来事 |
| ------------- | --- |
| 1972年        | 日本教職員組合が、「ゆとり教育」とともに「学校5日制」を提起。 |
| 1977年-1978年 | 学習指導要領の改定。 |
| 1980年-1982年 | 改定された学習指導要領の施行。 - 小学校は1980年度、中学校は1981年度、高等学校は1982年度から施行。・・・ゆとり教育の開始 - 学習内容および授業時数の削減。 - 「ゆとりと充実を」がキャッチフレーズ。 - 教科指導を行わない「ゆとりの時間」を開始（週1校時）。                                                                               |
| 1984年        | 第2次中曽根内閣の下に出来た臨時教育審議会（臨教審）がゆとり教育の方針に取り組む |
| 1985年-1987年 | 中曽根政権臨時教育審議会が「個性重視の原則」「生涯学習体系への移行」「国際化、情報化など変化への対応」などの、ゆとり教育の基本となる4つの答申をまとめる。 |
| 1989年        | 学習指導要領の改定。 |
| 1992年-1994年 | 改定された学習指導要領の施行。 - 小学校は1992年度、中学校は1993年度、高等学校は1994年度から施行。 - 新学力観を導入。「基礎・基本の重視と個性教育の推進」など。 - 小学校の第1学年および第2学年の社会および理科を廃止して、教科「生活」を新設。                                                                                           |
| 1992年        | 学校週5日制が開始される。9月から第2土曜日が休日に変更。 |
| 1995年        | 4月からはこれに加えて第4土曜日も休業日となった。 |
| 1996年        | 文部省・中教審委員にて「ゆとり」を重視した学習指導要領を導入。 |
| 1998年-1999年 | 学習指導要領の改定。 |
| 2001年        | 遠山敦子文科大臣が緊急アピール「学びのすすめ」を発表し、「確かな学力」という表現を用い、学習指導要領は最低基準であると明言した。 |
| 2002年-2003年 | 改定された学習指導要領の施行。・・・狭義のゆとり教育開始 - 小中学校は2002年度、高等学校は2003年度から施行。 - 学習内容を削減（小中学校）。削減された分は高校に移行。 - 授業時数を削減。 - 完全学校週5日制の実施。 - 「総合的な学習の時間」の新設。情報科、福祉科の新設。英語の必修化。 - 「絶対評価」の導入。                           |
| 2003年        | 一部学習指導要領が改定される。 |
| 2004年        | OECD生徒の学習到達度調査 (PISA2003)、国際数学・理科教育調査 (TIMSS2003) の結果が発表され、日本の点数低下が問題となる。 |
| 2007年        | OECD生徒の学習到達度調査 (PISA2006) の結果が発表され、日本の点数低下が問題となる。 - 安倍晋三首相の下「教育再生会議」が始まる。 - 全国学力・学習状況調査が始まる。 |
| 2008年        | 国際数学・理科教育調査 (TIMSS2007) の結果が発表され、学力低下の下げ止まる。 |
| 2008年        | 学習指導要領の改定。 |
| 2009年        | 小中学校で移行措置として追加される。小・中学校ともに総合的な学習の時間・選択教科を削減。 |
| 2010年        | OECD生徒の学習到達度調査 (PISA2009) の結果が発表され、学力が上昇する。 |
| 2011年-2013年 | 改定された学習指導要領の施行。・・・脱ゆとり教育 - 小学校は2011年度、中学校は2012年度、高等学校は2013年度（数学および理科は2012年度）から施行。（2002年度以前の水準へ復帰） - 小学校と中学校には移行措置として2009年度から一部前倒しとして先行実施された。 - 文部科学省は「ゆとりでも詰め込みでもない生きる力を育む教育」と称している。 |

## ゆとり教育を受けた年代

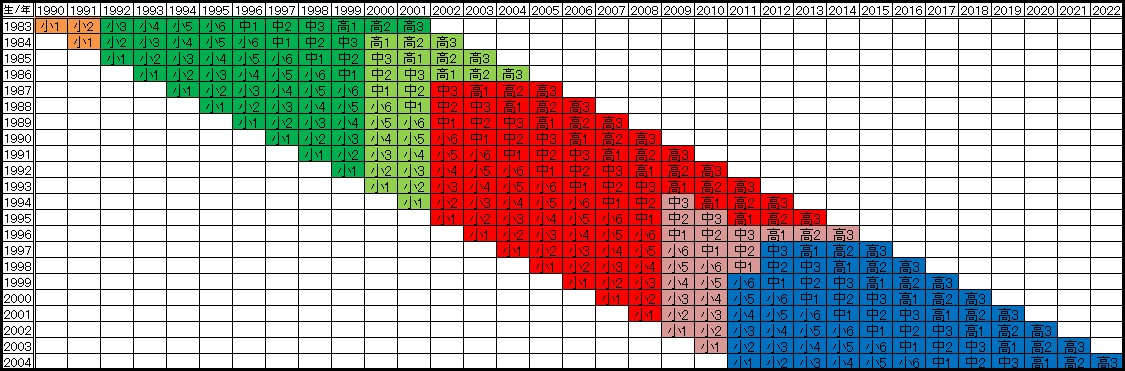
生まれた年と学習指導要領の対応表
赤色が1998年改定（2002年度以降実施）の行学習指導要領下での教育。橙色、緑色がそれ以前の学習指導要領下での教育。青色がそれ以降の学習指導要領下での教育である。なお、黄緑色、ピンクは移行措置間の教育であり、改定前の教育と改定後の教育が混ざっている教育となっている。今後、新たに学習指導要領の改変が行われない限り、この表通りに教育が実行される。

ゆとり教育を受けた世代と関係する各教育制度が実施された時期を次の表に示す。
| 色   | 示している教育                         |
| ---- | -------------------------------------- |
| 白   | ゆとり教育よりも前の教育               |
| 赤   | ゆとり教育                             |
| 黄色 | 2011年度～2013年度施行の教育の移行措置 |
| 黄緑 | 一部2013年度施行の教育                 |
| 青   | 2011年度～2013年度施行の教育           |

ゆとり教育を受けた世代と関係する各教育制度が実施された時期を次の表にしめす。
| 年度生まれ | 小1 | 小2 | 小3 | 小4  | 小5  | 小6  | 中1  | 中2  | 中3  | 高校・大学入試           |
| ---------- | --- | --- | --- | ---- | ---- | ---- | ---- | ---- | ---- | ------------------------ |
| 1986       | 850 | 910 | 980 | 1015 | 1015 | 1015 | 1050 | 1050 | 1050 | ゆとり教育よりも前の教育 |
| 1987       | 850 | 910 | 980 | 1015 | 1015 | 1015 | 1050 | 1050 | 980  | ゆとり教育               |
| 1988       | 850 | 910 | 980 | 1015 | 1015 | 1015 | 1050 | 980  | 980  | ゆとり教育               |
| 1989       | 850 | 910 | 980 | 1015 | 1015 | 1015 | 980  | 980  | 980  | ゆとり教育               |
| 1990       | 850 | 910 | 980 | 1015 | 1015 | 945  | 980  | 980  | 980  | ゆとり教育               |
| 1991       | 850 | 910 | 980 | 1015 | 945  | 945  | 980  | 980  | 980  | ゆとり教育               |
| 1992       | 850 | 910 | 980 | 945  | 945  | 945  | 980  | 980  | 980  | ゆとり教育               |
| 1993       | 850 | 910 | 910 | 945  | 945  | 945  | 980  | 980  | 980  | ゆとり教育               |
| 1994       | 850 | 840 | 910 | 945  | 945  | 945  | 980  | 980  | 980  | ゆとり教育               |
| 1995       | 782 | 840 | 910 | 945  | 945  | 945  | 980  | 980  | 980  | ゆとり教育               |
| 1996       | 782 | 840 | 910 | 945  | 945  | 945  | 980  | 980  | 980  | 一部脱ゆとり教育         |
| 1997       | 782 | 840 | 910 | 945  | 945  | 980  | 980  | 980  | 1015 | 脱ゆとり教育             |
| 1998       | 782 | 840 | 910 | 945  | 980  | 980  | 980  | 1015 | 1015 | 脱ゆとり教育             |
| 1999       | 782 | 840 | 910 | 980  | 980  | 980  | 1015 | 1015 | 1015 | 脱ゆとり教育             |
| 2000       | 782 | 840 | 945 | 980  | 980  | 980  | 1015 | 1015 | 1015 | 脱ゆとり教育             |
| 2001       | 782 | 875 | 945 | 980  | 980  | 980  | 1015 | 1015 | 1015 | 脱ゆとり教育             |
| 2002       | 816 | 875 | 945 | 980  | 980  | 980  | 1015 | 1015 | 1015 | 脱ゆとり教育             |
| 2003       | 816 | 910 | 945 | 980  | 980  | 980  | 1015 | 1015 | 1015 | 脱ゆとり教育             |
| 2004       | 850 | 910 | 945 | 980  | 980  | 980  | 1015 | 1015 | 1015 | 脱ゆとり教育             |

- 補足

誕生年度は原級留置（留年）などの処置を受けなかった場合のものである。なお、4月1日生まれの者は前年度生まれ扱いとなる。また、高校では基本的に入学時の教育が卒業するまで継続されるため、1994年度（平成6年度）生まれや1995年度（平成7年度）生まれが高校の途中から脱ゆとり教育を受けたりすることは原則なく、大学受験も、原則現役の高校生が受けた内容で出題される。なお、移行期間とは、算数、数学、理科、外国語活動（小学校）に関して脱ゆとり教育の内容を一部先行実施したものである(その他の変更点は文部科学省のHPを参照）。また、センター試験においては経過措置があるため、旧課程履修者は現役生とは異なり旧課程での受験が可能である。
注
1. ↑  ここでのゆとり教育よりも前の教育とは1998年（平成10年）改訂学習指導要領による教育を指す。
2. 1 2  理数のみ脱ゆとり教育
3. ↑  1997年から2005年の大学入試
4. ↑  2006年から2014年の大学入試
5. ↑  2015年の大学入試
6. ↑  2016年以降の大学入試

## 変更点

### 授業時数
| 学年      | ゆとり教育前 | ゆとり教育 |
| --------- | ------------ | ---------- |
| 小学1年生 | 850 (25)     | 782 (23)   |
| 小学2年生 | 910 (26)     | 840 (24)   |
| 小学3年生 | 980 (28)     | 910 (26)   |
| 小学4年生 | 1015 (29)    | 945 (27)   |
| 小学5年生 | 1015 (29)    | 945 (27)   |
| 小学6年生 | 1015 (29)    | 945 (27)   |
| 中学1年生 | 1050 (30)    | 980 (28)   |
| 中学2年生 | 1050 (30)    | 980 (28)   |
| 中学3年生 | 1050 (30)    | 980 (28)   |

- （）内は週時間あたりの授業時数

| 教科               | ゆとり教育前 | ゆとり教育 |
| ------------------ | ------------ | ---------- |
| 国語               | 1601         | 1377       |
| 社会               | 420          | 345        |
| 算数               | 1011         | 869        |
| 理科               | 420          | 350        |
| 生活               | 207          | 207        |
| 音楽               | 418          | 358        |
| 図画工作           | 418          | 358        |
| 家庭               | 140          | 115        |
| 体育               | 627          | 540        |
| 道徳               | 209          | 209        |
| 特別授業           | 314          | 209        |
| 総合的な学習の時間 | 0            | 430        |

| 教科               | ゆとり教育前  | ゆとり教育  |
| ------------------ | ------------- | ----------- |
| 国語               | 455           | 350         |
| 社会               | 350〜385      | 295         |
| 数学               | 385           | 315         |
| 理科               | 315〜350      | 290         |
| 音楽               | 140〜175      | 115         |
| 美術               | 140〜175      | 115         |
| 保健体育           | 315〜350      | 270         |
| 技術家庭           | 210〜245      | 175         |
| 外国語             | (315〜420) ※1 | 315         |
| 道徳               | 105           | 105         |
| 特別活動           | 105〜210      | 105         |
| 選択教科等         | 350〜630 ※2   | 155〜280 ※3 |
| 総合的な学習の時間 | 0             | 210〜335    |

※1. ゆとり教育前の外国語は選択科目に含まれ、各学年105～140を標準としている。

※2. 外国語以外の教科を35の範囲内となっている。

※3. 各教科70（第一学年は30）の範囲内となっている。

## 関連事項
ゆとりカリキュラム
1980年からの学習指導要領の改訂で教育内容の精選と標準授業時数削減が施行された。この改訂について文部科学省の出版する学制百二十年史によると、各教科の指導内容を大幅に精選し思い切って授業時間を減らしたことが大きな特色とある。
具体的には授業時数は小学校210時間。中学校数は385時間を合計で削減されている。
また、この改訂は「ゆとりと充実」で有名とし、完全学校週5日制については「生きる力」を強調しているのに対して1980年からの学習指導要領の改訂では明確に「ゆとり」を重視する目的を表明している。
学校週5日制
1992年9月に公立学校において、第二土曜日が休日となったのから始まり、1995年度から第四土曜日、そして2002年度からは全ての土曜日が休み（完全学校週5日制）となった。このことは、学校教育法施行規則（第六十一条）に決められており、2014年現在改定されていないため、公立学校において、原則として土曜日は休みである。なお、私立学校では各学校の方針に任せられているため、土曜日の扱いについては学校によって異なり、完全週5日制を実施している学校もあれば、1991年度以前のように週6日制を続けている学校もある。
また、文部科学省は、完全学校週5日制について、生きる力を育むために必要であるとしている。
学校週5日制導入の経緯に関しては、ゆとり教育とまったく関係がないとする説がある。日本は1980年代後半、OECD、ILOなどの国際機関や欧米諸国から「労働者の労働時間を短縮するべき」と強く圧力をかけられていた。政府は1992年5月1日から国家公務員の週5日労働を実施。また並行して地方公務員も週5日労働へ向かったが、文部省は公立学校については、例外的に同年9月から実施される学校週五日制の第二土曜日を除き、閉庁の対象としないと通知した。藤田英典は、学校で週5日制が導入された背景には1980年代の労働時間短縮をめぐる政治的動向があったと指摘し、「学校週5日制論が出てきたのは、教育上の理由ではなかった」と述べている。このように文部省が後付けでゆとり教育の一環とすることで学校週5日制の正当化を試みた可能性が指摘されている。
総合的な学習の時間
1998年の学習指導要領の改定時に新たに設置された科目で、2002年度以降から開始された。総合的な学習の時間は教員や児童・生徒の力量・意欲が高い場合は成功しやすく、そういった要素に左右されるという欠点を持つとされるが、基本的に総合的な学習時間の何を成功・失敗の評価基準とするのかという問題も存在する。実際、総合的な学習の時間を有意義に使う学校もある一方で、単に不足している授業時間の補完など評価基準のはっきりした伝統的科目の学力向上に使うなどというケースも少なくなかった。また、基礎学力が低い生徒は「総合的な学習の時間」の目的とされる、「主体的に考える力」なども低くなる傾向があるという指摘もあった。その後、2008年の学習指導要領が改定され、新しい学習指導要領で、この総合的な学習の時間の授業時間が削減された。
選択教科
1998年の学習指導要領改訂では、選択教科の大幅な弾力化が行われている。それまで選択教科の枠で扱われていた英語が必修教科となったことに加え、全学年において全ての教科を選択教科として設置することが可能となった。平成18年度「公立小・中学校における教育課程の編成・実施状況調査」では、中学校の選択教科は平均すると3学年合計で225単位時間実施されており、そのうちの64%である144時間が国語、社会、数学、理科、外国語の主要5教科に充てられている。
絶対評価
1998年の学習指導要領の改定とともに採用された評価方法である絶対評価については、2014年現在も継続している。
公立中高一貫校
「公立中高一貫校」が1994年に始まり、2000年代には全国に60校、2010年代には12校が設置されている。建前上は「公立エリート教育ではない」とし、入学において学力試験を行わないともしているが、多くが設置された時期がゆとり教育全盛の期間と重なっていることもあり、ゆとり教育の「エリート（選民）教育」の側面である可能性も指摘されている。

## 結果
ゆとり教育（ここでは1998年（平成10年）度から1999年（平成11年）度にかけて告示された指導要領を指す）は学力低下を引き起こすと懸念されていたが、成果については（文部科学省内においてすら）確定的な評価はない。学力の上昇を示すもの、低下を示すという両方の例が見られる。

### 誕生年度と国際学力調査の結果
2010年代に入ってから、よく用いられる子どもの学力を測る指標として、PISAやTIMSSの結果が挙げられる。ただし、この指標は学力が低下していることを示すための道具として使われているとの指摘もあり、また、条件が一定ではないことなどから、この結果だけで学力が高いか低いかという判断をするのには注意が必要である。
以下、誕生年度とPISAとTIMSSの点数および順位を示す。
| 誕生年度 | PISA   | PISA   | PISA             | PISA             | PISA             | PISA             | TIMSS（中2） | TIMSS（中2） | TIMSS（中2） | TIMSS（中2） | TIMSS（小4） | TIMSS（小4） | TIMSS（小4） | TIMSS（小4） | 備考                                  |
| 誕生年度 | 読解力 | 読解力 | 数学的リテラシー | 数学的リテラシー | 科学的リテラシー | 科学的リテラシー | 数学         | 数学         | 理科         | 理科         | 算数         | 算数         | 理科         | 理科         | 備考                                  |
| 誕生年度 | 点数   | 順位   | 点数             | 順位             | 点数             | 順位             | 点数         | 順位         | 点数         | 順位         | 点数         | 順位         | 点数         | 順位         | 備考                                  |
| -------- | ------ | ------ | ---------------- | ---------------- | ---------------- | ---------------- | ------------ | ------------ | ------------ | ------------ | ------------ | ------------ | ------------ | ------------ | ------------------------------------- |
| 1980     |        |        |                  |                  |                  |                  | 605          | 3            | 571          | 3            |              |              |              |              | 2002年度以降の学習指導要領以前の教育  |
| 1984     | 522    | 8      | 557              | 1                | 550              | 2                | 579          | 5            | 550          | 4            | 597          | 3            | 574          | 2            | 2002年度以降の学習指導要領以前の教育  |
| 1987     | 498    | 14     | 534              | 6                | 548              | 1                |              |              |              |              |              |              |              |              | 2002年度以降の学習指導要領開始後      |
| 1988     |        |        |                  |                  |                  |                  | 570          | 5            | 552          | 6            |              |              |              |              | 2002年度以降の学習指導要領開始後      |
| 1990     | 498    | 15     | 523              | 10               | 531              | 5                |              |              |              |              |              |              |              |              | 2002年度以降の学習指導要領開始後      |
| 1992     |        |        |                  |                  |                  |                  | 570          | 5            | 554          | 3            | 565          | 3            | 543          | 3            | 2002年度以降の学習指導要領開始後      |
| 1993     | 520    | 8      | 529              | 9                | 539              | 5                |              |              |              |              |              |              |              |              | 2002年度以降の学習指導要領開始後      |
| 1996     | 536    | 4      | 538              | 7                | 547              | 4                | 570          | 5            | 558          | 4            | 568          | 4            | 548          | 4            | 2012年度（中学）学習指導要領開始前    |
| 1999     | 516    | 8      | 532              | 9                | 538              | 2                |              |              |              |              |              |              |              |              |                                       |
| 2000     |        |        |                  |                  |                  |                  |              |              |              |              | 585          | 5            | 559          | 4            | 小学4年：2011年度学習指導要領開始直前 |
| 2002     | 499    | 20     | 522              | 8                | 524              | 5                |              |              |              |              |              |              |              |              |                                       |

1. ↑  ただし、中学校1年から移行措置
2. ↑  小学校3年、4年においては移行措置期間

- PISAは3年に1回、高校1年生を対象に、6月頃実施される[46]。詳細についてはOECD生徒の学習到達度調査を参照。
- TIMSSは約4年に1回、小学4年生と中学2年生を対象に、2月頃実施される[47]。詳細については国際数学・理科教育調査を参照。
- PISAとTIMSSの違いは、TIMSSは基礎的な学力を見ているのに対し、PISAは応用的な学力を見ているとされる。詳細については国際数学・理科教育調査#PISAとの違いを参照。

出典
- PISA（OECD生徒の学習到達度調査）
- IEA国際数学・理科教育動向調査の2007年調査（TIMSS2007）

### OECD生徒の学習到達度調査 (PISA)
2010年12月に発表された「OECD生徒の学習到達度調査」(PISA) 2009では、読解力は15位から8位へ（統計的には5～9位グループ）、数学的リテラシーは10位から9位へ（同8～12）、科学的リテラシーは6位から5位へ（同4～6位）へと全分野で順位を上げる結果となっており統計的に、読解力に関して有意に上昇していることが示された。また、同一問題について正答率をPISA2006とPISA2009を比較すると、読解力では58.4%から61.7%、数学的リテラシーでは51.9%から54.4%、科学的リテラシーでは59.5%から61.8%であった。
PISA2015では、日本は読解力でECD加盟国において、平均で20%近い生徒が、実生活で効果的、生産的に読解の能力を発揮し始めるレベルである基礎的習熟度レベル(レベル2)に達していない。日本の場合、13%の生徒が読解力でレベル2を下回っているが、これは2009年の割合と同程度である。さらにPISA2018では、日本は「数学的リテラシー」が今回各国中6番目で、平均得点は2003年から2018年まで安定して推移している。「科学的リテラシー」は各国中5番目となっており、前回の調査（2015年）同様、世界トップレベルを維持している。
2019年12月に発表されたPISA2018は、ゆとり教育（移行期間）と脱ゆとり教育を受けた世代として結果が注目されたが、読解力は72か国中8位→79か国中15位（信頼区間は499 - 509点、有意差のない順位は11位 - 20位）20位。数学的リテラシーは72か国中5位→79か国中8位へ（信頼区間は6位 - 8位）8位、科学的リテラシーは72か国中2位→79か国中5位へ（信頼区間4 - 5位）5位へ、と全分野で順位を下げ、過去最低となった。また、同一問題による正答率の比較でも、前回を下回る問題の方が多かった。
小学校3年から中学校3年までゆとり教育を7年間受けたPISA2009世代と、小学校1・2年時に移行措置中のゆとり教育を、以降の7年間は脱ゆとり教育を受けたPISA2018世代を比較すると、PISA2009世代が全分野の得点で上回っており、読解力については有意な得点差となっている。

### 国際数学・理科教育動向調査 (TIMSS)
義務教育の中途段階における算数・理科の基礎学力知識を調査するために1995年から4年ごとにIEA（国際教育到達度評価学会）が実施している国際数学・理科教育動向調査 (TIMSS) の2003年度調査 (TIMSS2003) において、日本の数値がそれまでの調査に比べ低下したことがゆとり教育を見直すきっかけとなった。TIMSS2003では、中学2年生の数学は前回のTIMSS1999年よりも9点、前々回のTIMSS1995よりも11点、いずれも有意に低くなっており（順位は5位のまま）、数学が楽しいと思う者の割合も減少していた。
TIMSS2007では前回のTIMSS2003の結果よりも平均得点が全て上回った。ただし誤差を考慮すると前回と同程度であるとしている。8800人の児童が参加し2011年に行われたTIMSS2011では、小学校4年生の成績は95年以降で過去最高を記録した。この結果について文部科学省では、「2008年度に学習指導要領を改定し、学習内容や授業時数を増やしたこと、2007年度からの全国学力調査の取り組みが成果を上げてきた」ことが原因であり「脱ゆとり教育」路線に変更したことの成果であると評価していると報道されている。

### 小・中学校教育課程実施状況調査
一方で、平成15年度 小・中学校教育課程実施状況調査（2003年に文部科学省に属する国立教育政策研究所が実施）では多くの学年、教科で、前回調査と同一の問題については正答率が有意に上昇した設問が、正答率が有意に下降した問題よりも多かった。特に、小学生と中学3年生の学力向上が顕著で、理科では前回より正答率が上昇し、アンケートで「勉強が好き」「どちらかというと好きだ」と答えた子の割合は増加傾向にある。

### ベネッセ学習基本調査・学習指導基本調査
ベネッセ教育研究所が1990年から実施している学習基本調査では、ゆとり教育の実施後に学習時間の増加や学習習慣の定着、学習態度の改善等が確認され、また、学習指導基本調査ではゆとり教育の実施前後において、教員の教育観が個性尊重から画一性重視へ、自主性尊重から強制重視へ変化したことを明らかにしている。調査報告書ではこれを（90年代）「ゆとり」から（2000年代）「確かな学力向上」への路線変更の結果と解釈しており、「2001年は、ゆとり路線が一番進んだ状態」にあったとしている。

### 苅谷剛彦・志水宏吉による大阪学力調査
教育学者である苅谷剛彦らが2001年に大阪の小・中学生を対象に実施した学力調査では、89年改訂学習指導要領実施前と比較して基礎学力の低下や学力格差の拡大等が確認されている。苅谷らはこれを「新しい学力観」が浸透した結果と解釈し、98年改訂学習指導要領の実施に警鐘を鳴らしていたが、志水宏吉らが2013年に実施した後継調査ではその傾向に歯止めがかかっており、志水らはこれを文科省が2003年にゆとり路線から確かな学力向上路線へ舵を切った結果としている。

### 社会生活基本調査
総務省統計局が実施する社会生活基本調査では、ゆとり教育実施の前後でいずれの学校種別においても学業時間が増加している。特に大学生の学業時間の伸びが著しく、平成8年・13年調査ではそれぞれ177分・179分まで低下していた1日当たり学業時間は、平成18年・23年調査ではそれぞれ210分・217分となっており、80年代以前の水準に回復している。

## 社会的な見解

### 支持
元首相・中曽根康弘は、ゆとりの方向性へ向かった臨時教育審議会（臨教審）を「私が作った」とし、1984年当時「受験地獄、詰め込み教育、偏差値重視、学歴偏重など、いろいろな弊害が出ていた。さらに青少年の犯罪も多発していた。そこで「ゆとりを持った教育にしないと、心豊かな人間を育めない」となった」「こういう教育方法を目指した真意はよく分かる」と発言し、ゆとり教育について理解を示した。
元文部省官僚である寺脇研は、2000年前後当時の文部省の考えを代弁するスポークスマンとしてメディアに出て、支持を表明するとともにゆとり教育について説明を行っていた。同じく文部省事務次官であった小野元之もメディアに出演し、学生時代に長髪で通したというような自身のエピソードを交えつつ支持の立場でゆとり教育について説明を行っていた。
教育課程審議会会長として、学習内容の大幅削減を求めたゆとり教育の学習指導要領の答申の最高責任者であった作家の三浦朱門は2000年7月、ジャーナリストの斎藤貴男に、ゆとり教育について、新自由主義的な発想から、「できん者はできんままで結構。国への忠誠心さえ養えばよい」「魚屋のせがれが官僚になるようなことがあったら国が不幸になる」と、多数の凡人の中にも必ず幾人かはいるはずのエリートを見つけて伸ばすための「選民教育」であるという主旨を述べた。
また、ゆとり教育を導入したとされる中曽根臨時教育審議会（臨教審）の委員でもあり、安倍政権の教育再生実行会議の委員も務めた曽野綾子は「二次方程式を解かなくても生きてこられた」「二次方程式などは社会へ出て何の役にも立たないので、このようなものは追放すべきだ」と発言したことを、夫であり教育課程審議会会長を務めた三浦がゆとり教育擁護の文脈で証言している。
知識偏重の詰め込み教育を批判していた教師や保護者などの他にも、経済同友会、日本経団連、経済産業研究所、社会経済生産性本部などの経済界や、青少年問題審議会、日本労働組合総連合会が提言を発するとともに賛成した。また学者、弁護士をはじめとする識者などの民間人が参加した「21世紀日本の構想」懇談会（小渕恵三内閣総理大臣の私的諮問機関）でも、ゆとり教育を支持していた。
ゆとり教育について、2013年に西部邁（評論家）は、ゆとり教育を主導した寺脇研は、多くの個性のある子供たちの中で勉強の嫌いな子に無理して偏差値教育をしてもしょうがないと主張しており、その意見に賛同していたと述べた。
同志社大学政策学部教授の太田肇は、従来は組織や上司に忠実で、しっかり序列を守るような昭和的、20世紀的な体育会系型の人間が求められ重用されてきたが、急速なIT化により状況が一変し、自分で判断して行動することのできるゆとり教育を受けた世代が活躍するようになってきており、ゆとり教育の中に時代を切り開くヒントがあると述べている。

### 擁護
第3期の教育改革（2002年度実施された学習指導要領改定）は始まったばかりで、ゆとり教育の評価は時期尚早だという意見もある。

### 批判
実施以前から学力低下の危惧があるとして、西村和雄をはじめとする理数系の学者、精神科医の和田秀樹、日能研をはじめとする教育産業関係者などに批判された。（#ゆとり教育の結果、#受験産業の反応も参照）。
また、富裕層の子供と貧困層の子供、塾に行ける者と行けない者、参考書を買える者と買えない者、習熟度別授業で学力上位のクラスと下位のクラスなどでの格差を広げるのではという危惧も主に左派リベラル系の立場からされていた。
国際学力テストにおいて順位が下がったことなどにより、学力低下を招いたという批判もある。
個性尊重が重視されたため、その考えを教えた世代にさまざまな人格的影響を与えたという批判も保守派を中心にある（新学力観も参照）。

### 批判に対する反論
『学力低下は錯覚である』（森北出版株式会社）を著した神永正博は、自身のブログで、「根拠がはっきりしないことで、若者をディスカレッジしない方がよいのでは」と補足している。
早稲田大学教授の永江朗は自身の執筆したコラム記事の中で、PISAの順位の低下は「参加国が増えたため」とも、冷静に分析すれば考えられると述べ、「PISAの結果が少し落ちていたぐらいで大騒ぎする理由がわからない」と教育社会学の専門家が疑問を呈しているということを紹介している。
同じくジャーナリストの池上彰も、テレビ番組の教育特集の中で順位の低下は参加国が増えたためであり、学力低下と結論付けるのは早計だと発言した。
元東京大学総長・参議院議員・文部大臣・科学技術庁長官の有馬朗人はゆとり教育によりむしろ理科の力が上がった、と述べている。
広島大学教授の森敏昭は国際教育到達度評価学会 (IEA) の調査結果を検討した上で「我が国の児童・生徒の学力は、今なお高い水準を保っている。（中略）「我が国の小・中学校段階の児童・生徒の学力は、全体としておおむね良好である」という文部科学省のいささか楽観的すぎるコメントも、あながち的はずれではない。」と述べている。

## 受験産業の反応
改定された学習指導要領の内容が1990年代末に明らかになると、学習塾や進学予備校などの受験産業や、私立学校（特に中高一貫校）は広告やマスメディアを利用して活発な営業活動を行った。マスコミ媒体などに頻繁に登場した西村和雄京都大学教授などの言説を論拠に、「ゆとり教育」に対する危機感を訴えることによって、詰め込み教育で育った新人類世代など親世代の不安を煽り、活発に児童・生徒の勧誘活動を行った。折込チラシ、CMや電車内のドア周辺や吊り広告などの広告活動や、自らがスポンサーとなっているテレビ番組内などで、「小学校では円周率をおよそ3として教えている（日能研）」、「ゆとり教育で学力低下を引き起こす」「あなたの子供の将来が危ない」など、あるいは、学習時間の多寡を基準に、日本よりも学習時間が長いイタリアなどが、PISAでは日本のはるか下位に位置しているのにも拘わらず「世界の子は勉強している（栄光ゼミナール）」といい、教科の好き嫌いを基準に、算数の好きな子の割合がイランが1位、日本は24位で日本の教育がダメだといい（栄光ゼミナール）、統計値を恣意的につまみ食いした正確性・客観性に欠ける情報で感情論に基づいて危機感を煽ったり、この種の営業活動を行った事例もある。学習塾などがこういった営業活動を行った理由として、子供が減るために学習塾間で「パイの奪い合い」が発生していたことがある（ちなみに学習指導要領が改訂された2002年は12歳人口の急減期とも重なっていた）。
一部の公立校では、塾の教師やスタイルを取り入れて学校教育を変えようという試みもしている。一例としては杉並区立和田中学校（校長の藤原和博、後任の代田昭久、共にリクルート出身）にて2008年（平成20年）1月に行われた「夜スペシャル」（通称「夜スペ」）があり、これは成績上位者のみを対象に、名門進学塾サピックスの講師を派遣して有料（1万円～2万円）で授業を行う（学校が運営しているわけではなく、保護者の有志団体による運営形式）。
さらには、都立高校などが「総合的な学習の時間」のカリキュラム作成にもたついている間に、日能研をはじめとする一部の塾は
「自ら学び考える力を育てる授業。『総合学習』そのものだ」（より引用）
と「総合的な学習の時間」を商品として提供を始めている。私立学校や中高一貫校の入学試験が、PISAに似たものになってきているからである。

## 日本国外の類似例

### 中国
中国では受験に特化した学力偏重の詰め込み教育「応試教育（应试教育）」によりいじめや校内暴力、社会性の欠如の問題が指摘され、総合学習などを取り入れた中国版ゆとり教育「素質教育」に転換した。

### デンマーク
ゆとり教育をすすめていたデンマークでも、OECD生徒の学習到達度調査 (PISA) の結果が下がり、学力低下が議論になった。教育改革として、義務教育の1年早期化などが議論されている。学校の現場では学力向上を目指した教育改革に反発があるものの、生徒の親は学力低下への不安が強いようである。

### フィンランド
かつての冷戦時のフィンランドはソ連型に似た数学競技や物理競技に力を入れた、東欧式カリキュラムを採用していた。ところが、多くの親の反発を受けて児童の人権上の問題から競技中心の教育が否定された。
OECD生徒の学習到達度調査（PISA：数学・科学・読解力の3教科のみ）においてトップの成績を上げ、全ての項目で日本を上回ったフィンランドは週休二日制であり、授業時間も日本よりかなり少なく、また、「総合的な学習」に相当する時間も日本より多く、「ゆとり教育」に近い内容である。
具体的な中身として一つは、中学校の教育に特筆されるのは1/3にわたる（成績の低い）生徒が特別学級に振り分けられるか、補習授業を受けていることがある。低学力の生徒に対する個別の教育により底辺の学力を上げるだけでなく、優秀な生徒にはそれ相応の特別な教育が行われている。つまり、生徒の能力の違いを前提にして全体の学力を上げている。生徒の個別の能力差に沿った教育が行われているため、無理に能力の低いものを能力の高い授業に適応させる必要がないために「遅れる」ことはあっても「落ちこぼれる」ということはない。特定の基準を満たさない生徒にそぐわない授業内容を押しつける必要がないから「ゆとり」があるわけである。
また、高校入学は中学の成績に基づいて振り分けが行われており、よい高校やよい課程に入学するには中学でよい成績を収めなければならない。
他には、授業の組み立て方や教科書の選定など、教育内容の大部分を現場の裁量に任せられているという特徴もある。また、フィンランドは授業時間は少ないものの、日本にはない様々な教育の工夫が試みられている。多くの学校で学費が無料であるため、低所得の世帯でも安心して教育を受けさせることができる。
このようなシステムがフィンランドにはあるため、フィンランドで講師を務めたこともある中嶋博早大名誉教授は、落ちこぼれをつくらず楽しんで学ぶ教育がフィンランドの教育であると述べており、フィンランドに留学経験のある者は、中高一貫の学校が多いため、（中学）受験を気にせずじっくりと学習に取り組むことができ、学習への理解が不足している、いわゆる「落ちこぼれ」の生徒は義務教育中であっても、じっくり教育を受けるシステムが確立されていると述べている。